# Robert Filliou
Robert Filliou (* 17. Januar 1926 in Sauve, Dép. Gard; † 2. Dezember 1987 in Chanteloube, Les Eyzies-de-Tayac-Sireuil, Dordogne) war ein französischer Künstler und als solcher einer der Hauptvertreter des Fluxus.

## Leben und Werk
Robert Filliou schloss sich 1943 dem Widerstand gegen die deutschen Besatzer an, der Résistance, und wurde noch während des Krieges Mitglied der Kommunistischen Partei Frankreichs (PCF). 1946 verließ er Frankreich und wanderte in die USA aus, wo er von 1946 bis 1948 zunächst unter anderem für die Coca-Cola Company tätig war. 1949 nahm er in Los Angeles ein Studium der Wirtschaftswissenschaften an der University of California auf. Nach dem Erwerb des Master siedelte er 1951 nach Südkorea über, arbeitete dort für das „University of California Extension Program“, woran sich eine Tätigkeit für die „United Nations Korean Reconstruction Agency“ (Wiederaufbauagentur der UN für Korea) anschloss. 1954 zog Filliou nach Ägypten, lebte dann von 1955 bis 1957 in Spanien, lernte in Dänemark seine Frau Marianne Staffels kennen, und kehrte 1959 zurück in seine Heimat Frankreich. Er kuratierte mit seiner „Galerie Légitime“ Ausstellungen mit eigenen Arbeiten und denen seiner Kollegen. Die Galerie bestand aus einer Mütze, die Filliou in Tokio gekauft hatte. Im Winter 1963 entwickelte er in Paris zusammen mit seinem Freund, dem Architekten Joachim Pfeufer, das Projekt POIPOIDROM, eine sprachlich inspirierte Mischung aus Objekt, Installation und Performance, die eine Kette von (Sinn-)Fragen im Dialog stellt, mit Poipoi (aus einem malinesischen Dialekt) abgebrochen wird und erneut beginnt. Mit dem POIPOIDROM und einer Rakete waren Filliou und Pfeufer 1972 Teilnehmer der Documenta 5 in Kassel in der Abteilung Individuelle Mythologien.
1967 lebte Filliou in New York und zog ein Jahr später nach Düsseldorf, das damals eines der Zentren des Fluxus war. 1977 arbeitete er zeitweise in Kanada, wo er Videos produzierte, bevor er 1980 eine Gastprofessur an der Hamburger Hochschule für Bildende Künste annahm, die er bis 1984 innehatte. Seine künstlerische Entwicklung beruhte wesentlich auf der buddhistischen Weltanschauung, die aus seiner Beschäftigung mit dem Zen-Buddhismus im Jahre 1951 herrührte. Nach der Rückkehr nach Frankreich lernte er in Paris Daniel Spoerri kennen.
1960 entstand Fillious Theaterstück Le collage de l’immortelle mort du monde. 1962 gründete er die „Galerie Légitime“ und lernte mit George Maciunas einen zentralen Künstler der Fluxus-Bewegung kennen. Für den 17. Januar des Jahres 1963 proklamierte er den 1.000.000. Geburtstag der Kunst, den Art’s Birthday, der sich seither jährlich wiederholt. Aus der Begegnung mit George Brecht im Jahre 1965 ging „La Cédille qui sourit“ (die lachende Cédille [Ç!]) hervor, ein Ladenlokal in Villefranche-sur-Mer, das Schmuck, Spiele und Fluxusgegenstände anbot.. Ein in Zusammenarbeit mit Brecht 1969 entstandenes gleichnamiges Werk-Objekt ist heute in der Fluxus-Dokumentation des museum FLUXUS+ in Potsdam zu sehen. Während der Zeit der engen Kooperation mit Brecht drehte er mit diesem und Bob Guiny den Film L’Hommage à Méliès, der sich auf historische Stummfilme bezieht, und mit Emmett Williams eine Performance Dokumentation. Im Verlag der Buchhandlung König, Köln, veröffentlichte er eine Anleitung für Happenings, Dichtung und anderes mehr: Teaching and Learning as Performing Arts (Lernen und Unterrichten als Darstellende Kunst). In der Folge drehte Filliou einige weitere Kurzfilme, für die den humoristischen Blick auf Kunst, Leben und Gesellschaft kennzeichnend sind. Werke von Filliou sind in den Sammlungen vieler europäischer Museen vertreten.
Über seiner Tür stand geschrieben: « Le vagabond de l’art est toujours en voyage. Laissez nom sans adresse, il vous touchera un jour sans doute par télépathie. » ('Der Vagabund der Kunst ist immer auf Reisen. Hinterlassen Sie Ihren Namen ohne Adresse, er wird Sie sicher eines Tages über Telepathie erreichen.')
1984 zog sich Filliou in das buddhistische Kloster Chanteloube bei Les Eyzies-de-Tayac-Sireuil an der Dordogne zurück, wo er 1987 starb.

## Ausstellungen (Auswahl)
- 1961: Galerie Arthur Køpcke, Kopenhagen, Dänemark
- 1964: Galerie Rudolf Zwirner, Köln
- 1969: Städtisches Museum Abteiberg, Mönchengladbach
- 1971: Joint works with ..., Galerie René Block, Berlin
- 1972: documenta 5, Kassel
- 1974: Akademie der Künste, Berlin; Kunsthalle Düsseldorf, Düsseldorf
- 1977: documenta 6, Kassel
- 1984: Von hier aus – Zwei Monate neue deutsche Kunst in Düsseldorf, Düsseldorf
- 1987: Skulptur.Projekte, Münster
- 1988: Zum Gedächtnis, Kunsthalle Düsseldorf
- 1991: Centre Pompidou, Paris, Frankreich
- 2000: Musée d’Art Moderne et Contemporain de Strasbourg, Straßburg, Frankreich
- 2003: Genie ohne Talent, museum kunst palast, Düsseldorf; Museu d’Art Contemporani de Barcelona, Barcelona, Spanien
- 2012: Robert Filliou, Staatliches Museum Schwerin[2]

## Zitate
„Kunst ist, was das Leben interessanter macht als Kunst.“